# كندول (شبلي)
کندول (بالفارسية: کندول) هي مستوطنة تقع في إيران في قسم شبلي الريفي.